# USS Reid (DD-369)
DD 369 Reid (Корабль соединённых штатов Рейд) — американский эсминец типа «Мэхэн».
Заложен на верфи Federal Shipbuilding 25 июня 1934 года. Спущен 11 января 1936 года, вступил в строй 2 ноября 1936 года.
11 декабря 1944 года затонул после попадания двух камикадзе у острова Минданао. Исключен 19 января 1945 года.